# 川滇香薷
川滇香薷（学名：Elsholtzia souliei），为唇形科香薷属下的一个植物种。